# H.C. Hansen
Hans Christian Svane Hansen (oftast omtalad som H.C. Hansen), född 8 november 1906 i Århus, död 19 februari 1960 i Köpenhamn, var en dansk socialdemokratisk politiker, statsminister från den 29 januari 1955 till sin död.